# RJ (conector)

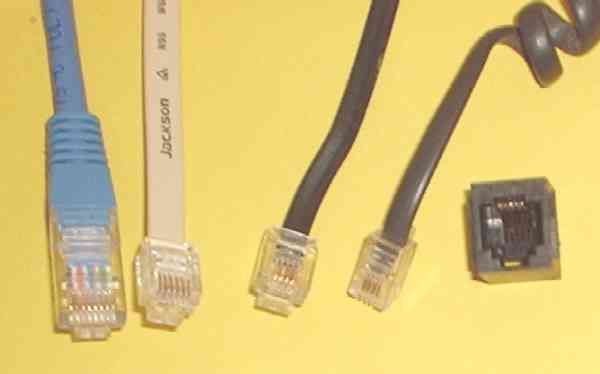
Tipos de conectores RJ

Um registered jack (RJ) é uma interface física com padrão — parte física do jack e o padrão de fio — para conectar equipamentos de telecomunicação (comumente, um plug de telefone) ou equipamento de rede de computadores. O padrão de desenvolvimento para estes conectores e a fiação elétrica são chamados de RJ11, RJ14, RJ45, etc. Estes padrões de interface são mundialmente usados.  
Os conectores físicos que os RJs usam dependem do tipo de modulação do conector, menos o RJ21X que possui um conector para 25 pares. Por exemplo, RJ11 usa 6 pinos e 4 fios (6P4C) de plug macho e Jack (Jack é comumente chamado de plug fêmea).

## História
Registered Jack foi introduzido pela empresa Bell System nos anos setenta sob o número 1976 FCC. Eles substituíram os conectores mais vultosos. O Bell System emitiu especificações para os conectores modulares e a suas especificações elétrica como Códigos de Ordenação de Serviço Universais (USOC), que era na ocasião o único padrão.  
Quando a indústria de telefonia dos EUA foi aberta para aumentar a competição nos anos oitenta, as especificações foram regulamentadas por lei nos EUA, através da Comissão Federal de Comunicações (FCC).  
Em janeiro de 2001, o FCC inverteu a responsabilidade por unificar as conexões de rede de telefone para uma nova organização da indústria privada, o Conselho Administrativo para Conexões de Terminais (ACTA). O ACTA publicou um padrão chamado TIA/EIA-SER-968. A versão atual daquele padrão é chamada de TIA-968-A, que especifica os conectores modulares pelo comprimento, mas não a instalação elétrica. Ao invés disso a TIA-968-A incorpora um padrão chamado T1. TR5-1999 traz as especificações de instalação elétrica. Note que um Registered Jack como o RJ11 identifica tanto os conectores físicos como a instalação elétrica.

## Par trançado

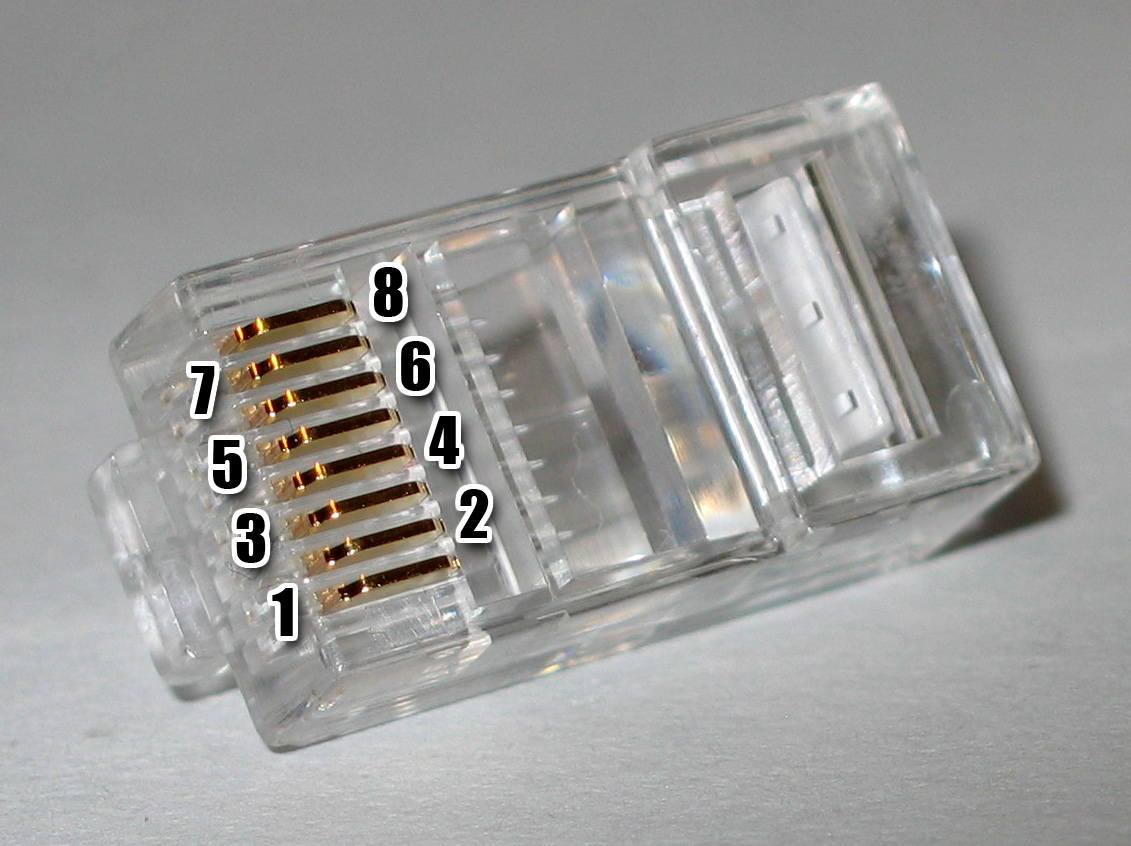
Conector RJ45.

Enquanto para os plugs macho são usados cabos flat, as tomadas são geralmente usadas com um cabo plano (uma exceção notável que é o Cabo de par trançado para Ethernet usando a tomada 8P8C), os cabos de instalação elétrica e de telefonia foram criados muito antes dos cabos de rede de computadores que normalmente são par trançado. Foram criadas convenções para tirar o maior proveito de compatibilidade física que assegurava o uso de uma tomada maior em um plug menor. O conceito original era que os dois pinos do meio formariam um par, os próximos dois formam o segundo par, e assim por diante até os pinos exteriores de um conector de oito-pinos seria o quarto par trançado. Deveria conter uma proteção para o sinal e aterrramento para cada par. Este padrão para o conector de oito pinos é o definido pelo USOC, mas o par externo era muito distante para satisfazer as exigências elétricas de protocolos de LAN de alta velocidade. Duas variações conhecidas como T568A e T568B conseguiram superar estes problemas usando pares adjacentes dos quatro pinos exteriores para o terceiro e quartos pares. Os quatro pinos internos são formados de forma identicas ao RJ14. (Veja cabo Categoria 5).

## Tipos mais comuns[3]
- RJ11C/RJ11W: 6P2C, para uma linha telefônica (6P4C com energia no segundo par)
- RJ14C/RJ14W: 6P4C, para duas linhas telefônicas (6P6C com energia no terceiro par)
- RJ25C/RJ25W: 6P6C, para três linhas telefônicas

## Nomes de plugs usados de forma "não-oficial"eincorreta
Estes nomes usados com o "RJ" não necessariamente existem como tipos de conectores ACTA RJ:
- "RJ9", "RJ10", "RJ22": 4P4C ou 4P2C, para parte superior do telefone.
- "RJ45": 8P8C, informalmente chamado a partir das normas T568A/T568B, incluindo Ethernet; não o verdadeiro RJ45/RJ45S
- "RJ50": 10P10C, para dados